# David Carranza
David Carranza (Choluteca, Departamento de Choluteca, Honduras, 8 de diciembre de 1994) es un futbolista hondureño. Juega de delantero y su actual equipo es el Real Sociedad de la Liga Nacional de Honduras.

## Trayectoria
David Carranza fue formado en las categorías menores del Club Deportivo Motagua. Formó parte de los planteles que se adjudicaron la Liga Nacional de Reservas en el Clausura 2012 y Apertura 2013. Desde enero de 2015 forma parte del Real Sociedad, debido a la nula participación que tuvo con el plantel profesional de Motagua. Hizo su debut oficial en primera división el 13 de febrero de 2015 en el empate 0-0 ante Honduras Progreso. El 18 de febrero de 2015, anotó su primer gol con el cuadro aceitero en la victoria 1-0 de su equipo sobre el Club Deportivo Vida.

## Selección nacional
En cuanto a selecciones nacionales, Carranza fue internacional con la Selección de fútbol sub-17 de Honduras, con la cual disputó la Copa Mundial de Fútbol Sub-17 de 2009 en Nigeria.

### Participaciones en Copas del Mundo
| Mundial                | Sede    | Resultado    |
| ---------------------- | ------- | ------------ |
| Mundial Sub-17 de 2009 | Nigeria | Primera fase |

## Clubes
| Club          | País     | Año             |
| ------------- | -------- | --------------- |
| Real Sociedad | Honduras | 2015 - Presente |

### Estadísticas
| Equipo                                    | Div.                | Temporada           | Liga     | Liga  | Copa Nacional(1) | Copa Nacional(1) | Copa Internacional | Copa Internacional | Total    | Total |
| Equipo                                    | Div.                | Temporada           | Partidos | Goles | Partidos         | Goles            | Partidos           | Goles              | Partidos | Goles |
| Real Sociedad Honduras                    | 1.ª                 | 2014/15             | 8        | 1     | -                | -                | -                  | -                  | 8        | 1     |
| Real Sociedad Honduras                    | Total               | Total               | 8        | 1     | 0                | 0                | 0                  | 0                  | 8        | 1     |
| Total en su carrera                       | Total en su carrera | Total en su carrera | 8        | 1     | 0                | 0                | 0                  | 0                  | 8        | 1     |
| (1) Incluye datos de la Copa de Honduras. |                     |                     |          |       |                  |                  |                    |                    |          |       |

## Palmarés

### Distinciones individuales
| Distinción                                       | Año  |
| ------------------------------------------------ | ---- |
| Jugador revelación del Clausura 2015 de Honduras | 2015 |